# Erigone uliginosa
Erigone uliginosa là một loài nhện trong họ Linyphiidae.
Loài này thuộc chi Erigone. Erigone uliginosa được Alfred Frank Millidge miêu tả năm 1991.